# سنگ آذرین

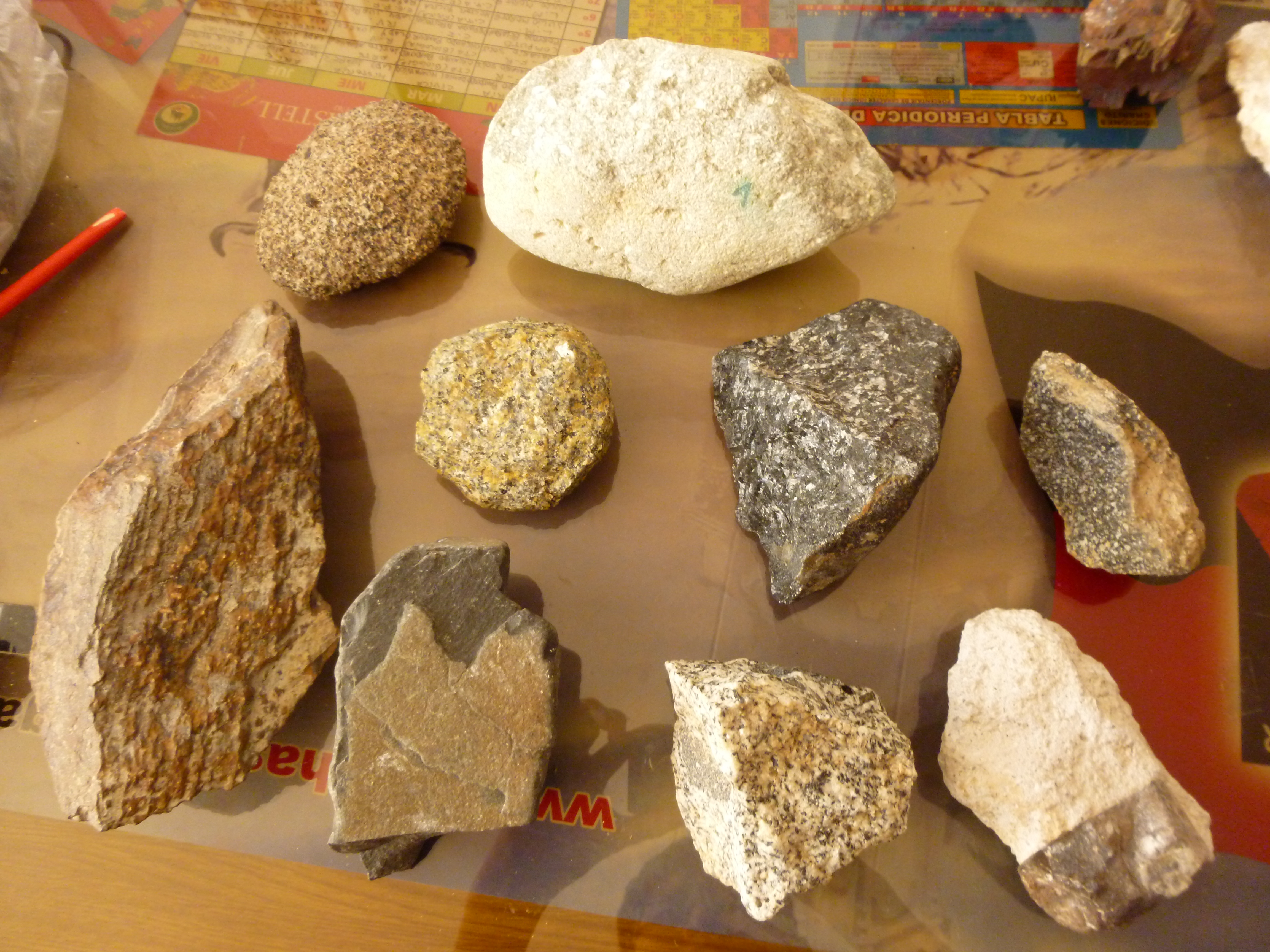
نمونه‌هایی از سنگ‌های آذرین

سنگ آذَرین، (به انگلیسی: Igneous rock) در زمین‌شناسی به سنگ‌های حاصل از انجماد ماگما می‌گویند.
سنگ‌های آذرین به دو بخش سنگ‌های آذرین درونی و سنگ‌های آذرین بیرونی تقسیم می‌شوند.
سنگ‌های آذرین بیرونی حاصل فرایند آتشفشانی و بیرون ریختن مواد مذاب از دهانهٔ آتشفشان است اما سنگ‌های آذرین درونی حاصل فرایند ماندن مواد مذاب در آشیانه و سرد شدن آهستهٔ آن است.
از انواع سنگ‌های آذرین درونی گرانیت و از سنگ‌های آذرین بیرونی بازالت از همه معروف‌تر هستند. تقسیم‌بندی سنگ‌های شایانی توسط اتحادیه بین‌المللی در زمین‌شناسی IUGS صورت می‌گیرد. به سنگ‌هایی که در اثر سرد و منجمد شدن گدازه‌های آتشفشانی (ماگما) تشکیل می‌شوند، سنگ‌های آذرین یا سنگ‌های آتشفشانی می‌گویند. بر اساس نوع ماگما و مدت زمانی که طول می‌کشد تا ماگما سرد شود، این سنگ‌ها دسته‌بندی می‌شوند.

## آذرین درونی
این سنگ‌ها بر اثر سرد شدن مواد مذاب در داخل زمین (پلوتونیک) به وجود می‌آیند مثل سنگ گرانیت – گابرو - دیوریت- ویژگی این سنگ‌ها این است که دارای بلورهای درشت می‌باشند، بسیار سفت و محکم هستند، بیشتر رنگ روشن دارند و بسیار زیباتر هستند.

## آذرین بیرونی
سنگ‌هایی هستند که بر اثر سرد شدن مواد مذاب در خارج از کوه‌های آتشفشانی (ولکانیک) به وجود می‌آیند و ریز بلور هستند چون این مواد مذاب توسط آتشفشان از داخل زمین خارج می‌شوند به این سنگ‌ها آتشفشانی نیز می‌گویند. مثال آندزیت، بازالت و ریولیت.

## اهمیت زمین‌شناسی
، شرق سیرا نوادا، کالیفرنیا.

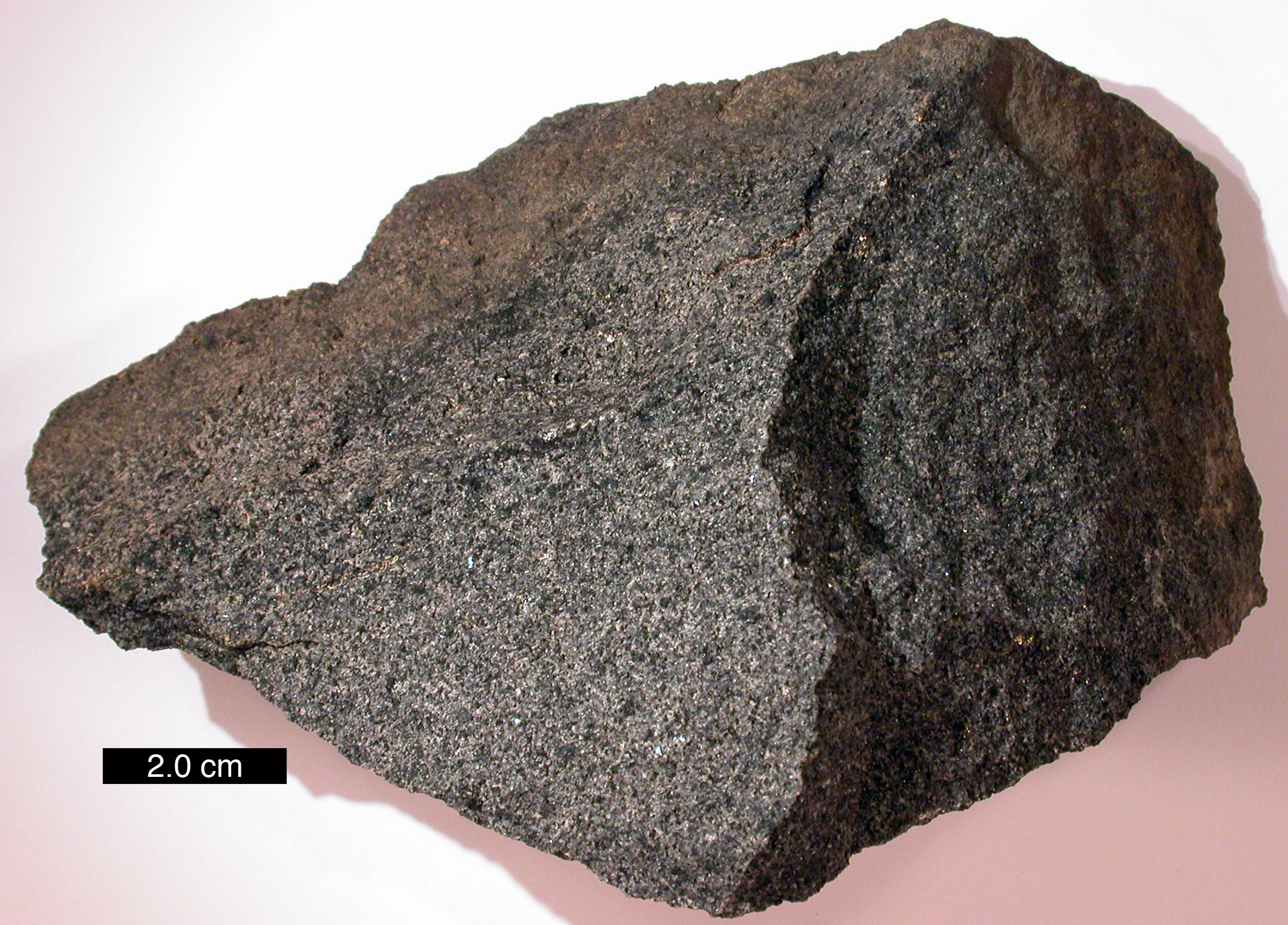
نمونه گابرو؛ دره راک کریک

سنگ‌های آذرین ۹۰ تا ۹۵٪ حجم و به ضخامت متوسط ۱۶ کیلومتر (از بالا) از پوستهٔ زمین را تشکیل می‌دهند. سنگ‌های آذرین در زمین‌شناسی نقش بسیار مهمّی دارند زیرا؛ مواد معدنی و شیمیایی سراسری آن‌ها اطلاعات زیادی در مورد جایی که از آن سنگ‌های آذرین استخراج شده، و شرایط دما و فشار منجر به شکل‌گیری آن‌ها، یا سنگ‌های دیگری که از قبل موجود بوده و ذوب شده است و اطلاعات گوشته را به ما می‌دهند.
تاریخ‌گذاری مطلق آن‌ها را می‌توان به‌وسیلهٔ اشکال مختلف از جمله زمان‌سنجی رادیومتری به‌دست‌آورد و در نتیجه می‌توان با لایه‌های چینه مجاور مقایسه کرد، و می‌توان توالی و زمان حوادث را محاسبه کرد؛ ویژگی‌های این سنگ‌ها معمولاً از ویژگی‌های یک محیط زمین‌ساختی خاص خبر می‌دهند. تحول زمین‌ساختی (زمین‌ساخت صفحه‌ای را ببینید)؛ در برخی شرایط خاص آن‌ها میزبان ذخایر معدنی مهم (سنگ معدن) هستند: به عنوان مثال، تنگستن، قلع، و اورانیوم معمولاً با گرانیت و doritos همراه است، در حالی که سنگ معدن کروم و پلاتین معمولاً با گابرو‌ها در ارتباط هستند.

## روند تکاملی سرد شدن مواد مذاب و تشکیل سنگ آذرین

دیاگرام‌های شماتیکی از مراحل تبلور اجزاء ماگما را نشان می‌دهد. حذف کریستال ترکیب ماگما را تغییرمی‌دهد. ۱- بلور الیوین ۲- بلور الیوین و پیروکسن ۳- بلور پیروکسن و پلاژیوکلازها ۴- پلاژیوکلازهای متبلور. در پایین مخزن ماگما، به‌شکل سنگ انباشته